# Milan-San Remo 1931
La 24e édition de la course cycliste, Milan-San Remo a eu lieu le 22 mars 1931 et a été remportée pour la deuxième fois par l'Italien Alfredo Binda lors d'un sprint impliquant une vingtaine de coureurs. Il s'était déjà imposé en 1929.

## Classement final
|   | Cycliste            | Équipe             | Temps           |
| - | ------------------- | ------------------ | --------------- |
| 1 | Alfredo Binda       | Legnano-Hutchinson | 9 h 35 min 00 s |
| 2 | Learco Guerra       | Maino-Clement      | m. t.           |
| 3 | Domenico Piemontesi | Bianchi-Pirelli    | m. t.           |
| 4 | Fabio Battesini     | Maino-Clement      | m. t.           |
| 5 | Michele Mara        | Bianchi-Pirelli    | m. t.           |
| 6 | Pio Caimmi          | Gloria-Hutchinson  | m. t.           |
| 6 | Alfredo Carniselli  | -                  | m. t.           |
| 6 | Emilio Codazza      | -                  | m. t.           |
| 6 | Leonida Frascarelli | Legnano-Hutchinson | m. t.           |
| 6 | Allegro Grandi      | Bianchi-Pirelli    | m. t.           |
| 6 | Luigi Marchisio     | Legnano-Hutchinson | m. t.           |
| 6 | Giuseppe Martano    | Frejus             | m. t.           |
| 6 | Joseph Mauclair     | -                  | m. t.           |
| 6 | Giuseppe Pancera    | Touring-Pirelli    | m. t.           |
| 6 | Alfonso Piccin      | -                  | m. t.           |
| 6 | Armando Zucchini    | Ganna-Dunlop       | m. t.           |